# 고구레 다이키
고구레 다이키(일본어: 小暮 大器, 1994년 5월 17일~)는 일본의 축구 선수이다.

## 구단 경력
그는 2013년부터 2024년까지 J리그의 세레소 오사카, 도쿠시마 보르티스, 에히메 FC, 블라우블리츠 아키타에서 활동하였다.